# Krisztina Ádám
Krisztina Ádám (* 17. Mai 1981) ist eine ungarische Badmintonspielerin. 

## Karriere
Krisztina Ádám war 1995 erstmals bei den nationalen Juniorenmeisterschaften erfolgreich. Im Jahr 2000 siegte sie dann, immer noch als Juniorin startend, auch zum ersten Mal bei den Erwachsenen. Ihre Titelsammlung baute sie bis 2010 auf 13 aus. 1999 nahm sie an den Badminton-Weltmeisterschaften teil.

## Sportliche Erfolge
| Saison | Veranstaltung                              | Disziplin   | Platz | Name                                |
| ------ | ------------------------------------------ | ----------- | ----- | ----------------------------------- |
| 1995   | Ungarn: Einzelmeisterschaften der Junioren | Dameneinzel | 1     | Krisztina Ádám                      |
| 1996   | Ungarn: Einzelmeisterschaften der Junioren | Dameneinzel | 1     | Krisztina Ádám                      |
| 1997   | Ungarn: Einzelmeisterschaften der Junioren | Dameneinzel | 1     | Krisztina Ádám                      |
| 1997   | Ungarn: Einzelmeisterschaften der Junioren | Dameneinzel | 1     | Krisztina Ádám                      |
| 1998   | Ungarn: Einzelmeisterschaften der Junioren | Mixed       | 1     | Csaba Szikra / Krisztina Ádám       |
| 1998   | Ungarn: Einzelmeisterschaften der Junioren | Dameneinzel | 1     | Krisztina Ádám                      |
| 1999   | Ungarn: Einzelmeisterschaften der Junioren | Mixed       | 1     | Andras Sinka / Krisztina Ádám       |
| 1999   | Ungarn: Einzelmeisterschaften der Junioren | Damendoppel | 1     | Kristina Ádám / Bettina Mencsel     |
| 2000   | Ungarn: Einzelmeisterschaften der Junioren | Dameneinzel | 1     | Krisztina Ádám                      |
| 2000   | Ungarn: Einzelmeisterschaften der Junioren | Damendoppel | 1     | Kristina Ádám / Bettina Menczel     |
| 2000   | Ungarn: Einzelmeisterschaften              | Dameneinzel | 1     | Krisztina Ádám                      |
| 2001   | Ungarn: Einzelmeisterschaften              | Dameneinzel | 1     | Krisztina Ádám                      |
| 2001   | Ungarn: Einzelmeisterschaften              | Damendoppel | 1     | Krisztina Ádám / Csilla Fórián      |
| 2002   | Ungarn: Einzelmeisterschaften              | Dameneinzel | 1     | Krisztina Ádám                      |
| 2002   | Ungarn: Einzelmeisterschaften              | Damendoppel | 1     | Krisztina Ádám / Sarolta Varga      |
| 2003   | Ungarn: Einzelmeisterschaften              | Dameneinzel | 1     | Krisztina Ádám                      |
| 2004   | Ungarn: Einzelmeisterschaften              | Dameneinzel | 1     | Krisztina Ádám                      |
| 2007   | Ungarn: Einzelmeisterschaften              | Mixed       | 1     | Csaba Szikra / Krisztina Ádám       |
| 2007   | Ungarn: Einzelmeisterschaften              | Dameneinzel | 1     | Krisztina Ádám                      |
| 2008   | Ungarn: Einzelmeisterschaften              | Damendoppel | 1     | Krisztina Ádám / Melinda Keszthelyi |
| 2009   | Ungarn: Einzelmeisterschaften              | Damendoppel | 1     | Krisztina Ádám / Melinda Keszthelyi |
| 2010   | Ungarn: Einzelmeisterschaften              | Damendoppel | 1     | Krisztina Ádám / Melinda Keszthelyi |